# Carbro

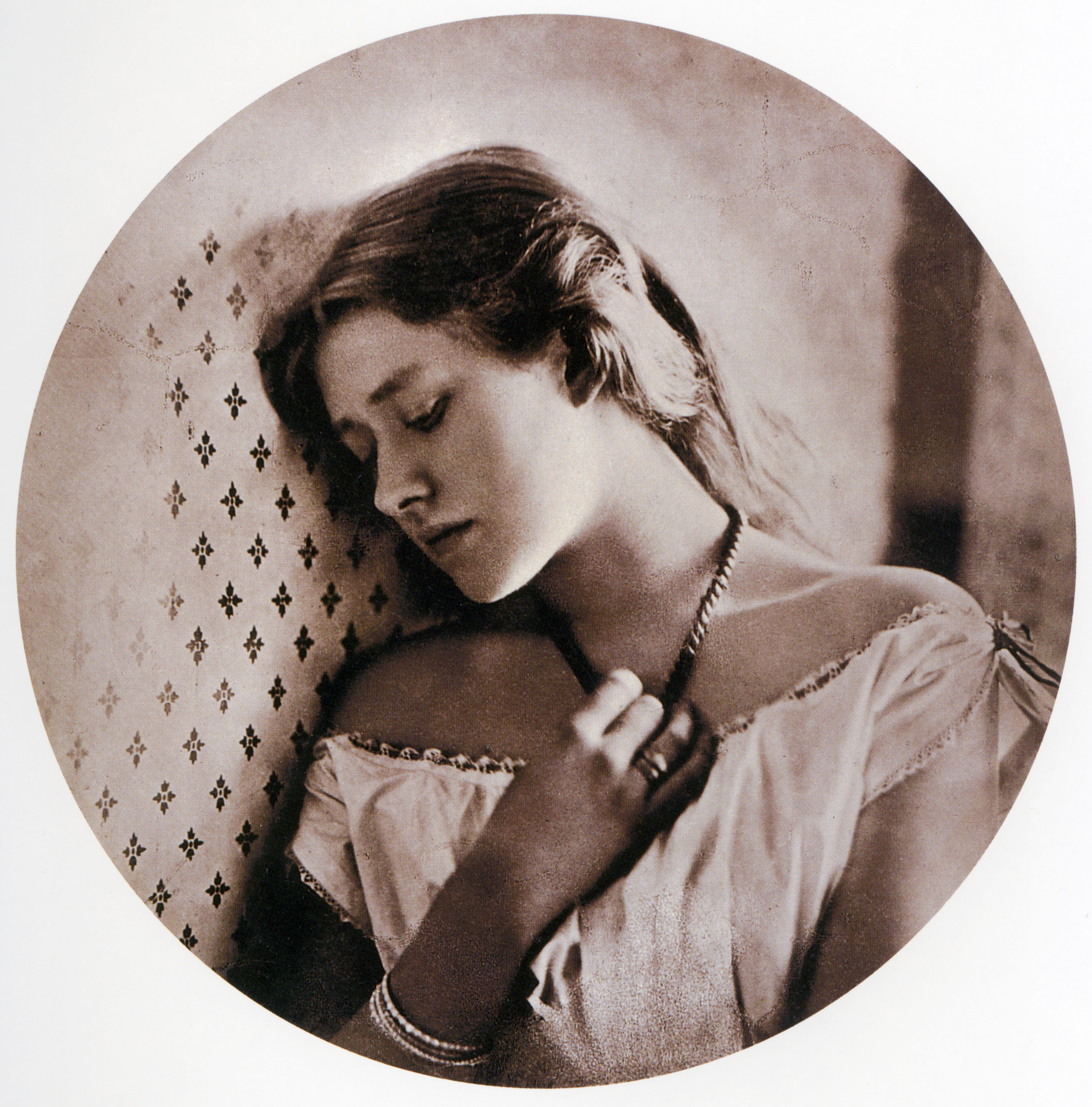
Předchůdce carbra - uhlotisk, fotografie Sadness Julie Margarety Cameronové

Carbro nebo nepřímý uhlotisk (anglicky carbro print) patří do rodiny ušlechtilých fotografických tisků společně s gumotiskem, olejotiskem, bromolejotiskem a uhlotiskem. Je to vylepšená varianta uhlotisku používaná v období 1919 – 1930, ale někteří fotografové jej používají dodnes. Byl to velmi lehký a laciný proces známý svou dobrou světlostálostí.

## Princip
Nevyužívá k utvrzení chromované želatiny přímého působení světla jako uhlotisk, ale k utvrzení používá bělící lázeň. Obraz se z negativu kopíroval nebo zvětšoval na bromostříbrný papír s neutvrzenou emulzí. Kopie se přitiskla na papír s vrstvou chromované želatiny vybarvené pigmentem a vybělila v oxidační lázni. Tak se utvrdila pigmentová vrstva podle množství stříbra v primárním obrazu. Obraz se pak přenesl na primární podložku a opláchl se vodou, aby se odplavily neutvrzené pigmenty. Výhodou tohoto procesu je nezávislost na denním světle, na rozdíl od ostatních ušlechtilých fotografických tisků. Mohlo se s ním pracovat i pod umělým světlem v temné komoře.